# Shaye Al-Nafisah
Shaye Al-Nafisah (en árabe: شايع النفيسة‎; Al-Kharj, Arabia Saudita; 20 de marzo de 1962-15 de enero de 2023) fue un futbolista de saudí que jugaba en la posición de delantero.

## Carrera

### Club
Jugó toda su carrera con el Al-Kawkab FC desde 1978 con el que ganó dos campeonatos y se retiró en 1991 al lesionarse por tercera ocasión de la rodilla derecha, la cual ya había tenido dos cirugías previas.

### Selección nacional
Jugó para Arabia Saudita de 1980 a 1986 con la que anotó 10 goles en 32 partidos, uno de esos goles fue en la final de la Copa Asiática 1984 que ganó Arabia Saudita. También estuvo en tres ediciones de la Copa de Naciones del Golfo.

## Logros

### Club
- Saudi First Division: 1986–87
- Segunda División Saudí: 1978–79

### Selección nacional
- AFC Asian Cup: 1984